# Talking Face
Talking Face ou Faces est un court-métrage américain datant de 1974 et réalisé par Frederic Parke (en), alors étudiant à l'université de l'Utah.

## Description
Ce film fait suite à une première réalisation dans laquelle Parke étaient impliqué, A Computer Animated Hand (en), sorti deux ans plus tôt. Contrairement à son prédécesseur, Talking Faces permet d'exprimer une palette d'émotions bien plus réalistes. En dépit de la représentation basique, l'animation des lèvres et du visage faisaient de ce film au moment de sa sortie une démonstration impressionnante des possibilités de la 3D, en avance sur son temps.